# Неберџајевско језеро
Неберџајевско језеро (рус. Неберджаевское водохранилище) слатководно је вештачко језеро језеро на југу европског дела Руске Федерације. Административно припада Краснодарској покрајини, односно њеном Новоросијском округу. Настало је преграђивањем корита реке Неберџај (Липки) 1959, на око 8,2 км низводно од њеног истока на северним обронцима планинског масива Маркотх. Језеро се налази на неких десетак километара северисточно од града Новоросијска чији је уједно и главни извор питке воде. 
Дужина језера је око 1,6 км, максимална ширина до 950 метара, а површина акваторије око 0,75 км². Запремина језера при просечном водостају је 0,0081 км³. Површина језера се налази на надморској висини од 182 метра. 